# Dogue argentin
 (décembre 2021).
Le dogue argentin (en espagnol, Dogo argentino) est un molosse de type dogue créé en Argentine au début du XXe siècle. Ce chien de grande taille (60-65 cm), musclé et doté d'une mâchoire puissante est traditionnellement utilisé dans la pampa, dans les montagnes et marais en Argentine pour la chasse au puma et au sanglier. Cette race de chiens fut créée par Antonio Nores Martinez : les premiers croisements eurent lieu en 1920. Malgré ses performances physiques remarquables et sa stature impressionnante, le dogue argentin est facile à éduquer et aboie peu, ce qui en fait un chien adapté à la vie en famille[réf. nécessaire].  
Le dogue argentin est doté d'une grande résistance et d'un courage devenu mythique dans les sierras de Córdoba.

## Historique
Le nom d'origine est Dogo Argentino.
La motivation principale qui a conduit en 1928  Antonio Nores Martinez (1907-1956), créateur de la race, à la création du dogue argentin était de réunir les qualités du Perro de pelea, race de chien de combat renommée à Córdoba, en améliorant sa taille et sa force physique. Ce chien devait ainsi avoir des qualités pour la chasse au sanglier et au puma (à deux ou en meute), animaux faisant partie de la faune qui peuple la Sierra de Córdoba. 
Le travail de sélection commence par un mâle perro de pelea de cordobes, croisé avec une femelle bull terrier de race pure. Après une  sélection durant huit générations, le plus beau mâle est croisé avec une femelle mâtin des Pyrénées pure.
En 1928, à la 12e génération "Toño" obtient une portée de six dogues considérés comme purs de race. Celle-ci est reconnue par la centrale canine d'Argentine, en 1964.
En Argentine, au début du XXe siècle, des troubles politiques agitent le pays. Le docteur Antonio Nores Martinez est emprisonné et son frère Agustin Nores Martinez reprend son travail sur le dogue argentin. Il ajoute au dogue argentin déjà existant d'autres races, en partie pour éviter une trop forte consanguinité, car cette nouvelle race était au bord de l'extinction, ainsi que des races qu'il utilise par lubie personnelle[réf. nécessaire]. 
Lorsque Antonio Nores Martinez sortit de prison il prit les dogues argentins qui restaient et partit dans un ranch pour en faire un élevage intensif (plus de cent chiots en un an). Son objectif était de produire un grand nombre de dogues argentins, pour que la race ne s'éteigne pas. Tous les chiens étaient nourris copieusement (viande de cheval, fromage). Les chiens reproducteurs étaient incités à agresser un vieux sanglier mâle appelé pépé. Si l'un des dogues ne le mordait pas, Antonio Nores Martinez l'éliminait de la reproduction. 
En 1947, Antonio Nores Martinez emmena son meilleur mâle nommé Ana, au club des chasseurs de Buenos Aires, pour y faire son célèbre discours[réf. nécessaire] sur la race. Il donna une démonstration du dogue Ana agressant un sanglier. Les chasseurs de Buenos Aires étaient conquis. Après cette démonstration et ce discours, le premier standard de la race fut publié dans la revue de chasse DIana en 1947.
Voici les races utilisées par Antonio Nores Martinez pour la création de la race : 
- Le Perro Pelea de Cordobes : pour sa combattivité, et son mental à toute épreuve.

- Le bull terrier : il permit de renforcer la mâchoire du Dogo et lui apporta, en plus de sa ténacité au combat et d'une forte prise, sa robe blanche.
- Le mâtin des Pyrénées : permit de conserver la haute taille désirée, ainsi qu'un bon gabarit, car le Mâtin est un chien haut et imposant. Il fut également choisi pour sa robe blanche, caractéristique indispensable à la chasse aux sangliers.

Voici les races utilisées par Agustin Nores Martinez, le frère d'Antonio :
- Le dogue allemand : souvent utilisé pour obtenir des sujets hauts sur pattes, permettant ainsi d'assurer une bonne taille. Il contribua largement à améliorer l'aspect de la tête.

- Le pointer : chiens de chasse déjà bien présents en Argentine. Les sujets utilisés furent sélectionnés selon des critères bien précis : excellent odorat, grande résistance physique aux intempéries et bon caractère (avec l'homme comme avec ses congénères). L'avantage du pointer est qu'il ne flaire pas au sol mais au vent : le puma sautant d'arbre en arbre, c'est un atout majeur pour ne pas perdre la trace de la proie.

- L'Irish Wolfhound : ce chasseur de loups apporta au Dogo deux qualités essentielles pour rattraper un sanglier ou un puma en fuite, puis l'attaquer : la rapidité et le courage.

- Le dogue de Bordeaux : les frères Nores utilisèrent un chien issu du croisement d'un dogue de Bordeaux et d'un chien de Pelea. Ce chien permit de renforcer la mandibule et d'obtenir une tête plus imposante. Il transmit également une robe jaune qui obligea les deux frères à ne l'utiliser qu'avec réserves.

- Le mastiff : les sujets sélectionnés étaient de couleur claire, ils servirent à assurer un bon gabarit et une grande robustesse, tout en apportant calme et obéissance.

- Le boxer : le boxer fut utilisé afin de rendre le dogue plus obéissant et sociable, avec l'homme comme avec ses congénères, et contribua à renforcer des qualités primordiales : agilité et endurance.

Ce chien a été voulu de couleur blanche pour le différencier du gibier. Cela cause des problèmes de surdité. En effet, comme chez le dalmatien ou chez le bull terrier par exemple, la sélection génétique de ce caractère de fond de robe blanc est corrélée avec des défauts de l’oreille interne, provoquant des risqus de surdité congénitale. Ces cas ne sont pas fréquents ; ils ne sont pas rares.

## Caractère

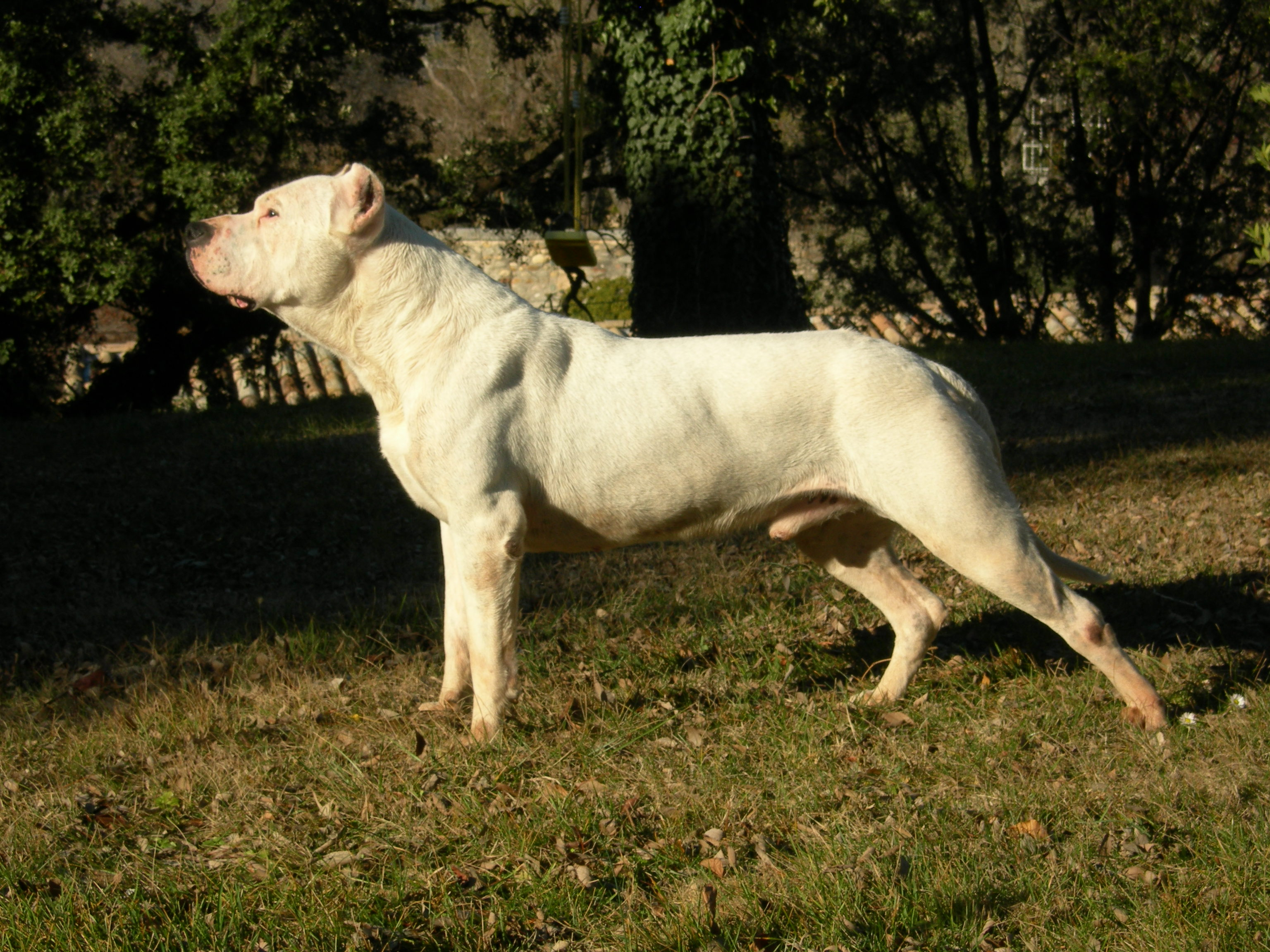

Ce chien peut être utilisé comme chien de garde.
Courage, équilibre et intelligence sont les qualités qui prédominent chez le dogue argentin[réf. nécessaire]. Sélectionné pour combattre le gros gibier argentin (pumas, sangliers), il prend de son ascendant, le perro de pelea cordobès, le courage indomptable et la prédisposition à la lutte à mort. Du bulldog, du bull-terrier et du mâtin des Pyrénées, le dogue argentin reçoit en héritage un remarquable équilibre psychique[réf. nécessaire] et une intelligence très vive[réf. nécessaire], gardant le côté combattant de son ancêtre espagnol.
Il cohabite agréablement avec le cheval, la vache et tous les animaux domestiques[réf. nécessaire]. La socialisation entre mâles est primordiale car le dogue argentin a tendance à ne pas s'entendre avec ses congénères. Il se déchaîne également contre les animaux sauvages[réf. nécessaire].
Le dogue argentin est un chien affectueux envers son maître, sauf exception,  et envers les autres membres de la famille[réf. nécessaire], sauf exception. Il est convivial avec les amis de la maison[réf. nécessaire], sauf exception.

## En France
Ce type de chien est introduit en France en 1990.
Il n'est pas considéré comme un chien dangereux en France et aucune contrainte législative particulière ne lui est imposée sauf s'il n'est pas rattaché à un livre d'origine (LOF)[réf. nécessaire].
Le dogue argentin est interdit pour la chasse, en France, depuis 2015 comme tous les molossoïdes, pur-sang ou croisés. Cette interdiction vise particulièrement le dogue argentin, après des spectacles de mise à mort de sangliers en enclos, en 2014.

## Filmographie
- Bombon le chien (Bombón el perro ou El Perro) est un film argentin réalisé par Carlos Sorin en 2004 qui raconte l'histoire d'un homme et d'un dogue argentin.